# Arystobul IV
Arystobul IV (ur. zapewne między 50 a 60) – przedstawiciel dynastii herodiańskiej.
Był synem Arystobula, króla Armenii Mniejszej i Chalkis, i jego żony Salome III; bratem Heroda VII i Agryppy IV. O jego losach brak informacji; przypuszcza się, że wychowywał się w Rzymie.